# Gare de La Rochelle-Ville
Ne doit pas être confondu avec Gare de La Rochelle-Porte-Dauphine.
La gare de La Rochelle-Ville est une gare ferroviaire, située sur le territoire de la commune de La Rochelle, dans le département de la Charente-Maritime, en région Nouvelle-Aquitaine.
Elle est une des gares de la ligne de Nantes-Orléans à Saintes ; et le terminus de la ligne en provenance de Saint-Benoît banlieue de Poitiers, qui permet les liaisons avec Paris, ainsi que l'origine de la ligne de La Rochelle-Ville à La Rochelle-Pallice qui dessert le grand port maritime de La Rochelle.
C'est une gare de la Société nationale des chemins de fer français (SNCF), elle permet des liaisons TGV quotidiennes vers Paris-Montparnasse, ainsi que des liaisons Intercités vers Bordeaux au Sud et Nantes au Nord. La liaison TGV, inaugurée en 1993, met La Rochelle à trois heures de Paris, puis 2 h 30 grâce à la LGV Sud Europe Atlantique depuis 2017.
La tour, les façades et toitures, le hall et ses mosaïques sont inscrits au titre des monuments historiques par arrêté du 27 avril 1984.

## Situation ferroviaire

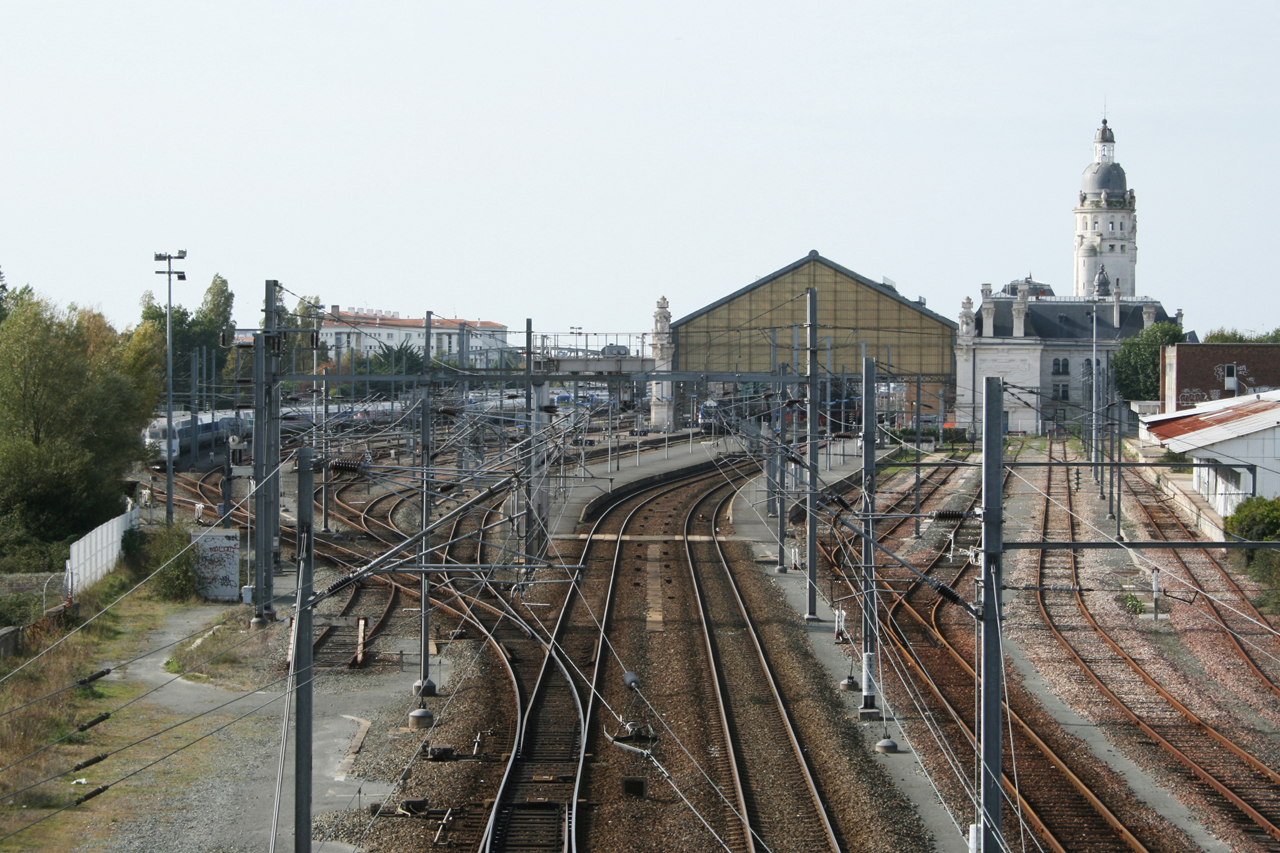
Le faisceau de voies côté Nord avant l'arrivée en gare. Voies principales au milieu, voies de garage TGV à gauche. Voies de garage pour locotracteur et wagons de service à droite

Gare de bifurcation, elle est située au point kilométrique (PK) 178,996 de la ligne de Nantes-Orléans à Saintes, entre les gares ouvertes de Luçon et d'Aytré-Plage, et au PK 140,720 de la ligne de Saint-Benoît à La Rochelle-Ville. Elle est également l'origine de la ligne de La Rochelle-Ville à La Rochelle-Pallice, réservée en partie au trafic fret pour la desserte du port de la Pallice. Une desserte TER Nouvelle Aquitaine  emprunte cette ligne depuis le 18 décembre 2008 à partir de la gare de La Rochelle-Porte-Dauphine vers Rochefort, Saintes et Bordeaux. Son altitude est de + 5 m.

## Histoire

### 1857: gare de La Rochelle-PO
La « gare de La Rochelle PO » est mise en service le 6 septembre 1857 par la Compagnie du chemin de fer de Paris à Orléans, alors que cette compagnie ouvre à l'exploitation la section de Niort à La Rochelle et à Rochefort.
La gare comporte un bâtiment type de la compagnie, utilisé pour les gares situées à proximité d'une place forte. L'élégante construction de fer et de briques de remplissage est inaugurée le 7 septembre. Elle est située « sous les remparts, près de la porte Saint-Nicolas, sur les bords du bassin à flot en construction » (emplacement actuel de l'hôtel Océanides). Pour permettre les échanges entre le chemin de fer et les navires, la voie est prolongée à l'intérieur de l'enceinte et dessert les quais des bassins.
Cette ouverture permet la desserte de La Rochelle-PO par des trains en provenance de Paris via la gare de bifurcation de Saint-Benoît à la sortie de Poitiers, située sur la ligne de Paris à Bordeaux à 340 km de la capitale et 141 km de la Rochelle, par la ligne de Poitiers à La Rochelle et Rochefort via Niort. En 1862, La Rochelle est la 16e station depuis Poitiers, elle dispose de voitures à chevaux effectuant des correspondances avec Villedoux, Marans et Luçon. Il y a également, suivant les horaires de la marée, des bateaux pour Saint-Martin-de-Ré.
Après la mise en service de la nouvelle gare de La Rochelle-Ville en 1922, la gare de La Rochelle-PO est transformée la même année en gare de marchandises avec suppression de sa marquise et fin 1980, elle est entièrement démolie.

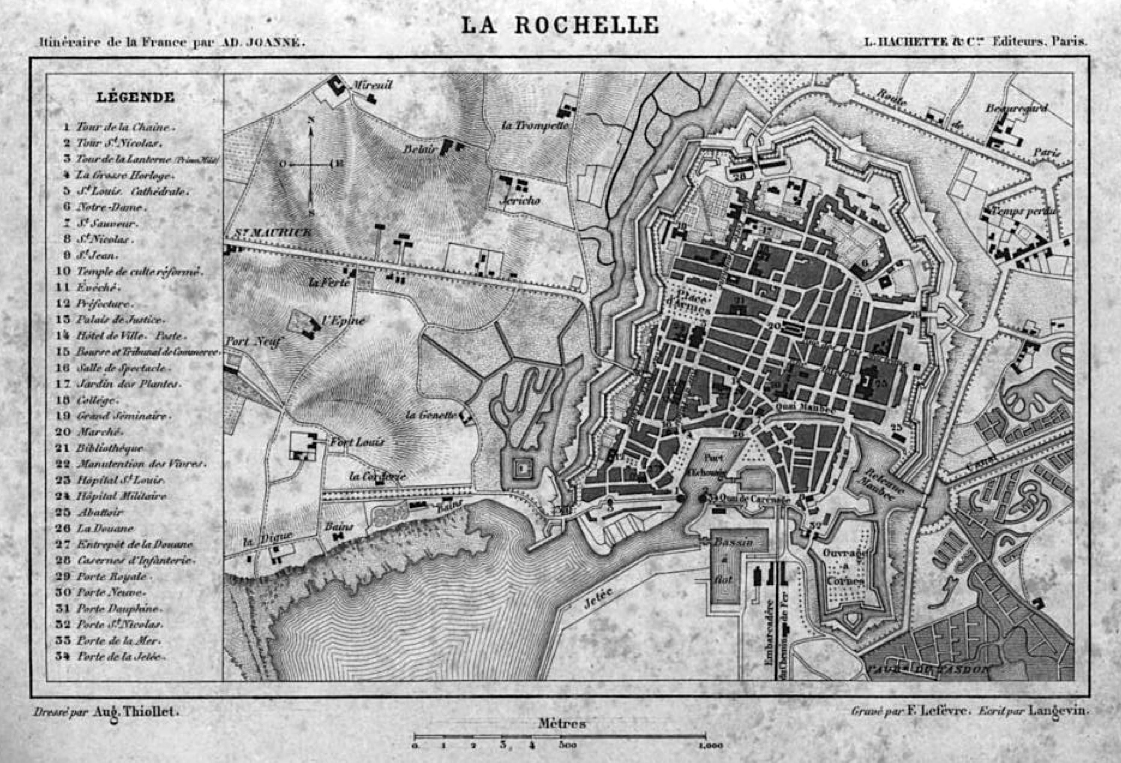
Plan de la ville, avec emplacement de la gare.
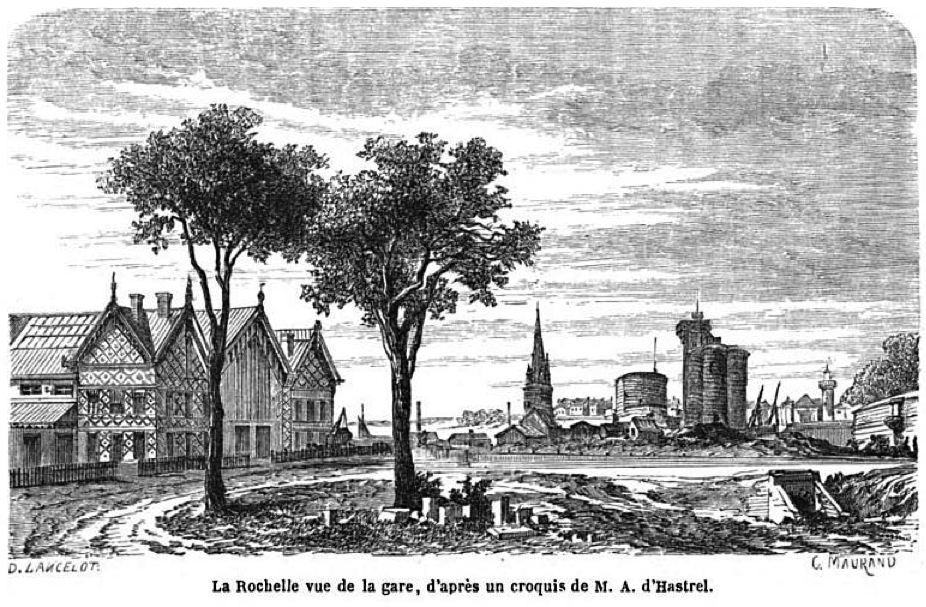
Gare de La Rochelle-PO.

### 1872: gare de la Compagnie des Charentes

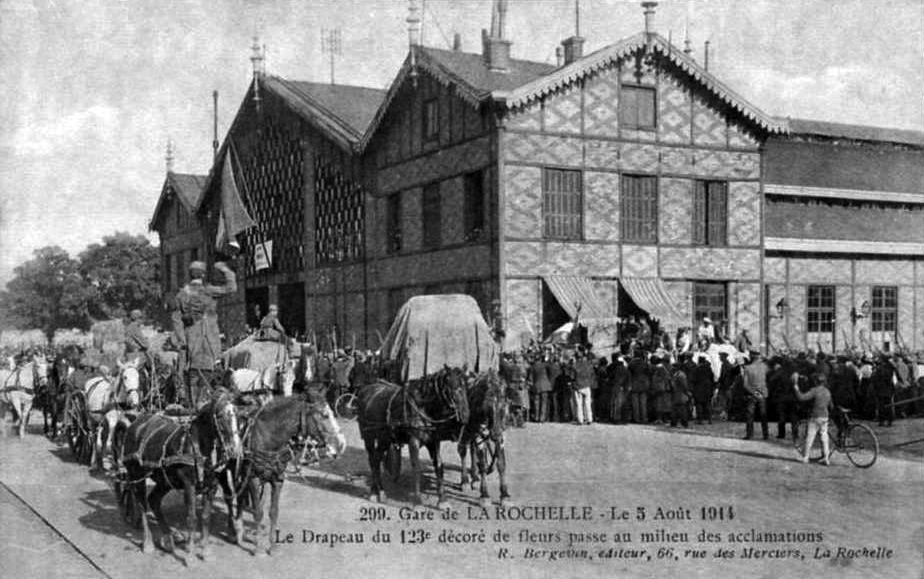
En 1914, vue de la gare de La Rochelle-PO, toujours en exploitation dans l'attente de la livraison de la nouvelle gare.

Une autre gare, située au sud de celle de la Compagnie du PO, est mise en service à La Rochelle par la Compagnie des Charentes lorsqu'elle ouvre à l'exploitation la section de La Roche-sur-Yon à La Rochelle le 14 mars 1871. Le prolongement jusqu'à la gare de Rochefort est inauguré le 29 décembre de la même année. La compagnie des Charentes inaugure le bâtiment le 17 juin 1872.

### 1922: gare de La Rochelle-Ville

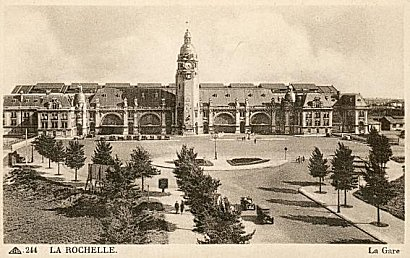
Vue générale de la nouvelle gare, après 1922.

L'État rachète la Compagnie des Charentes le 12 janvier 1878. À la suite des conventions de 1883, la ligne Poitiers-La Rochelle est transférée aux Chemins de fer de l'État. Toutefois, jugeant la gare des Charentes trop éloignée de la ville et de son accès difficile, des travaux furent entrepris pour faire arriver dans la gare terminus, tous les trains venant de Nantes et Bordeaux. Ce résultat ne put être obtenu qu'au moyen d'un rebroussement dans la gare ancienne.
En 1891, la gare de La Rochelle-Ville est reliée au port de La Pallice par une voie unique traversant la ville.
La seconde moitié du XIXe siècle voit le trafic ferroviaire s'accroître de manière importante, notamment en raison du tourisme balnéaire et du fait que La Rochelle est à la croisée des lignes reliant Bordeaux, Nantes et Poitiers. Dès 1884, on prévoyait la construction d'une gare de passage à l'emplacement des glacis de l'ouvrage à cornes. Il faut attende le déclassement de la place et la modification en projet monumental pour un accord de tous les intervenants. Aussi, le 24 mars 1906, la construction d'un nouveau bâtiment voyageur est déclarée d'utilité publique.

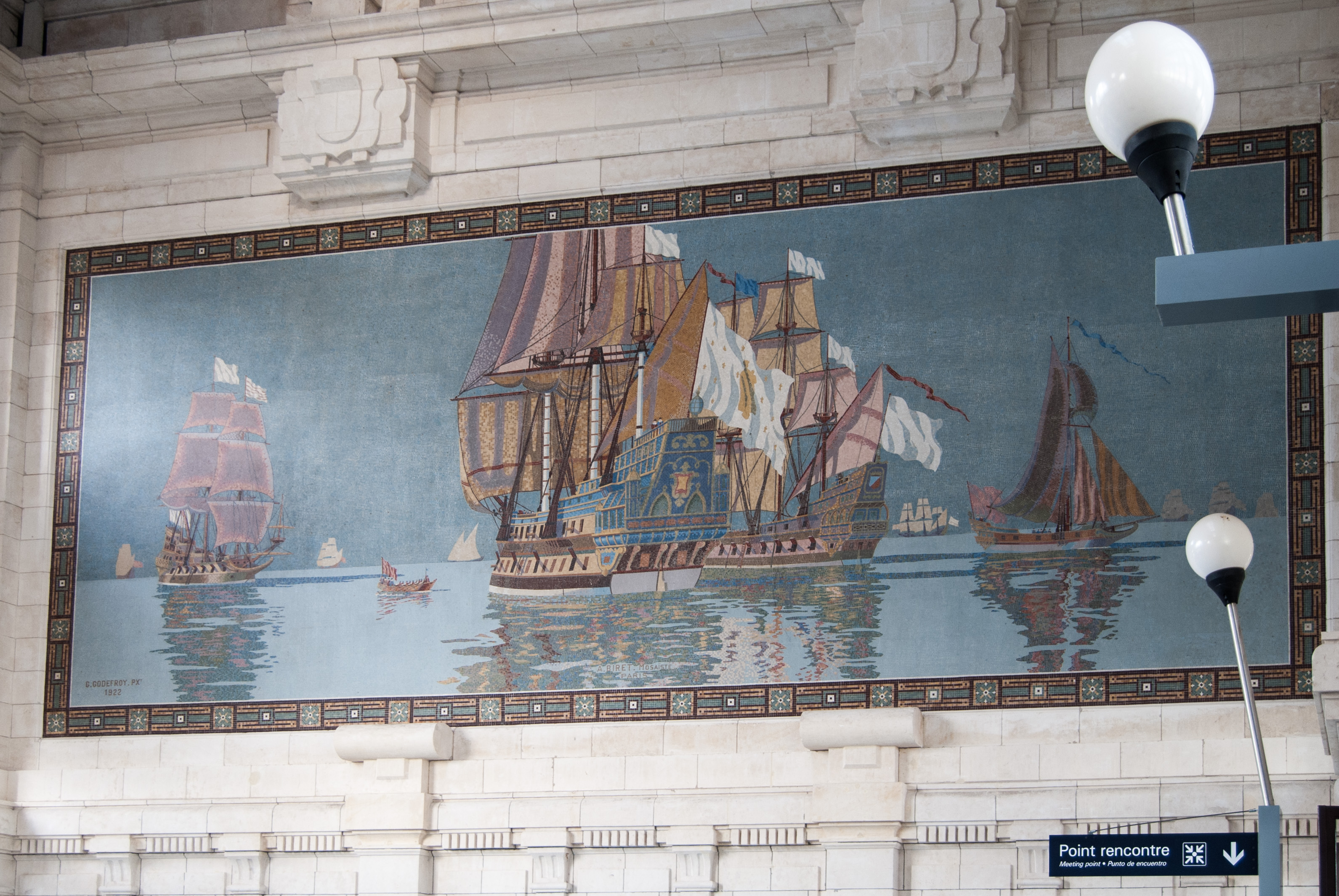
Décoration de la gare par une Mosaïque de Biret.

Dès 1909, une nouvelle gare est donc construite à l'extrémité Sud de l'ouvrage à cornes. Le bâtiment, dessiné par l'architecte Pierre Esquié, est monumental et dominé par un campanile de 45 m de haut, plus haut que les tours de l'entrée du port. Sa construction, interrompue par la Première Guerre mondiale, ne reprend qu'en 1919. Finalement, la nouvelle gare est inaugurée le 19 novembre 1922 par le ministre des Travaux publics de l'époque, Yves Le Trocquer.
L'ouvrage à cornes disparait rapidement au profit du nouveau quartier de la gare et de la nécessité de créer de nouvelles voies de communication en rapport avec la monumentalité du nouvel édifice. Le bâtiment fait face à une vaste esplanade depuis laquelle part un large boulevard bordé d'arbres, la reliant à la ville.

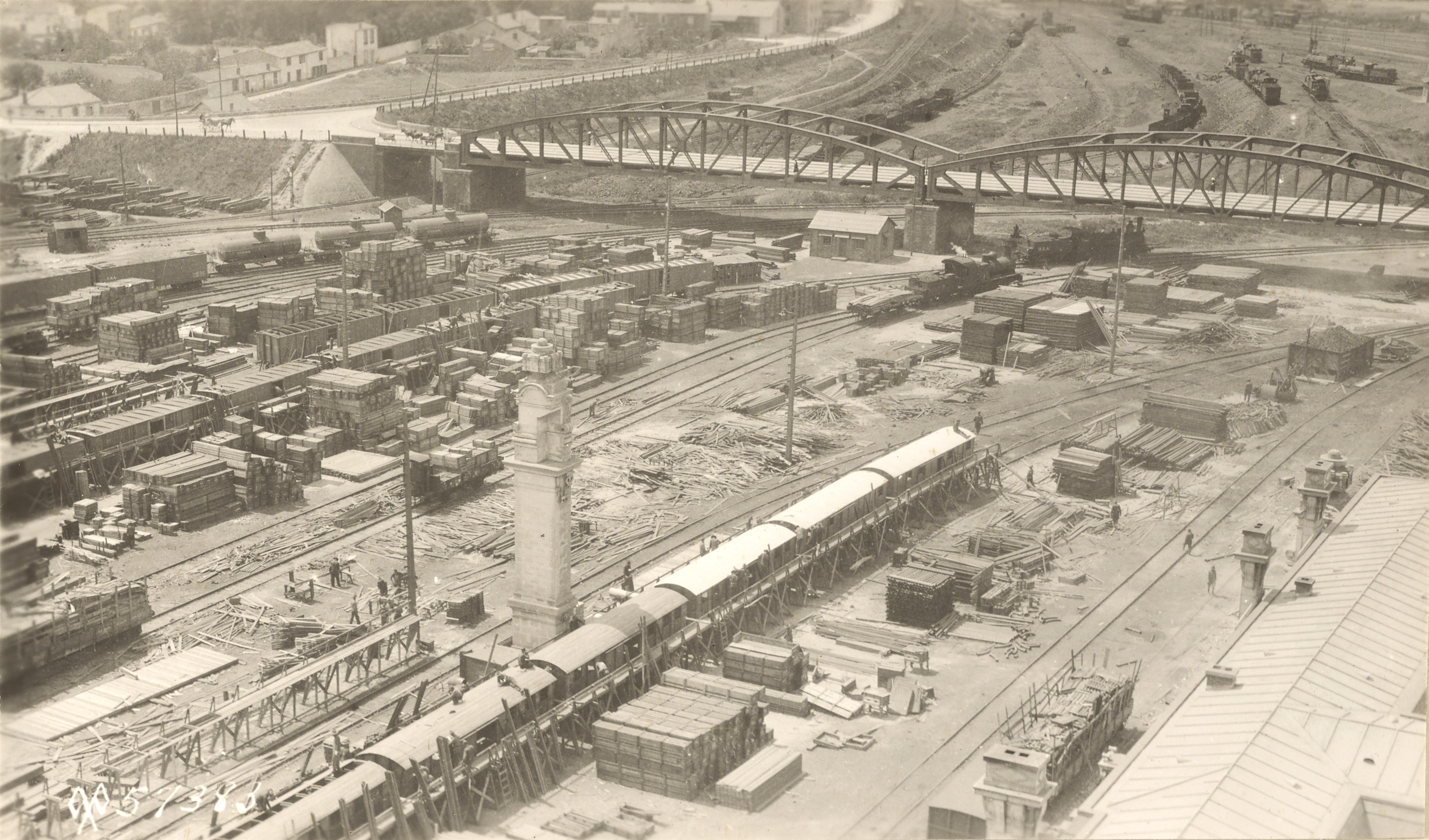
Vue des installations américaines avec le pont de Tasdon, depuis le clocheton de la gare en juillet 1918.

La gare, construite en pierres de taille richement décorée, rappelle l'architecture de La Rochelle, et notamment celle de la Grosse Horloge. Le hall des voyageurs est orné de grandes mosaïques, tandis que les parements sont en pierre de taille. Sa façade est décorée de nombreuses gravures s'inspirant de la faune marine. Les quais sont intégralement couverts par une grande verrière.
En 1918, le corps expéditionnaire américain installe sur le site inachevé de la gare de La Rochelle, des unités de montage de wagons de chemin de fer, arrivés depuis les États-Unis en pièces détachées au port de La Pallice. Ces wagons servent au transport du matériel américain, depuis les ports de la côte atlantique jusqu'au front. 37 800 véhicules ferroviaires furent ainsi assemblés à La Rochelle. La paix revenue, la production de matériel roulant est reprise par la Middletown Car Company et déplacée à Aytré.

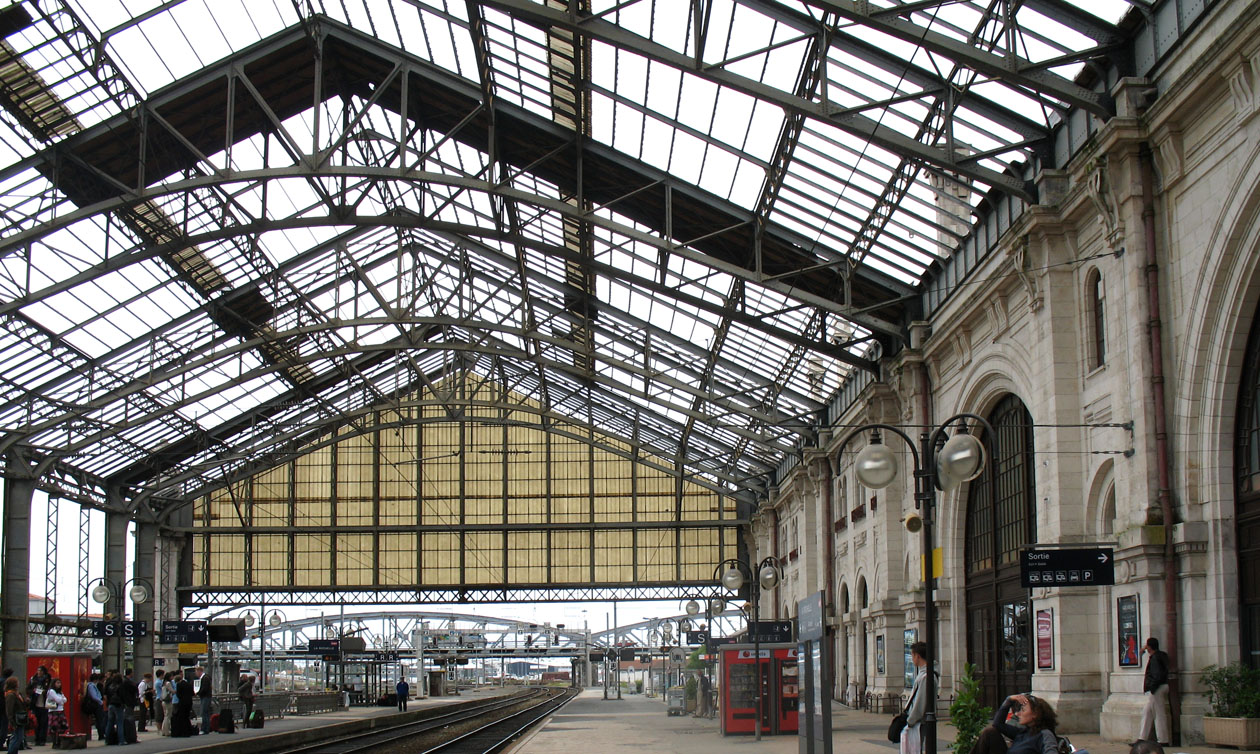
Marquise de la gare sans sa couverture, à la suite de la tempête de 1999, en 2007.

Lors de la tempête de décembre 1999, une partie de la couverture de la marquise fut endommagée. Dans l'attente des travaux de restructuration, des filets sont installés pour prévenir les chutes d'éléments. C'est en septembre 2005 que la SNCF décide de déposer le reste de la couverture, l'immense carcasse métallique restant à ciel ouvert. Maître d'œuvre et unique contributeur, Réseau ferré de France a accepté d'assumer le coût total de l'installation d'une toute nouvelle verrière, non pas en polycarbonate comme il l'aurait souhaité mais en zinc et verre trempé pour préserver une authenticité, un éclairage et une résistance historiques. Le surcoût pour l'installation de cette matière est estimé à 300 000 euros[réf. nécessaire]. Les travaux de la nouvelle verrière ont été réalisés de mars 2008 à juin 2009. Très exigeant sur le plan technique, le marché a été remporté par l'entreprise Vilquin, basée à Jarnac. Sa mission consista à décaper la structure d'acier de sa peinture fortement plombée, de remplacer des éléments métalliques corrodés et enfin d'installer la nouvelle couverture en zinc, bois et verre trempé. Les pignons, aux extrémités Est et Ouest, sont quant à eux bardés de plaques en polycarbonate. Pour réaliser ces travaux, un échafaudage de protection, et d'accès aux chantiers avait été installé pour couvrir les 6 400 m2 du site. Inauguré le 6 juillet 2009, l'opération, chiffrée à 7,2 millions d'euros, n'eut aucun impact sur le trafic des trains et sur les voyageurs. Les travaux se sont poursuivis en fin d'année par la remise en état des quais.
Au printemps 2005, le hall « Voyageurs » a été totalement rénové, permettant une belle remise en valeur de l'architecture intérieure du bâtiment.
Fin juin 2024, le lanternon de la tour a été déposé pour restauration.

## Fréquentation
De 2015 à 2023, selon les estimations de la SNCF, la fréquentation annuelle de la gare s'élève aux nombres indiqués dans le tableau ci-dessous.
| Année                     | 2015      | 2016      | 2017      | 2018      | 2019      | 2020      | 2021      | 2022      | 2023      |
| ------------------------- | --------- | --------- | --------- | --------- | --------- | --------- | --------- | --------- | --------- |
| Voyageurs                 | 1 886 734 | 1 771 473 | 2 068 356 | 1 984 267 | 2 830 359 | 1 490 951 | 2 059 413 | 2 692 269 | 2 925 287 |
| Voyageurs + non voyageurs | 2 388 270 | 2 242 371 | 2 618 172 | 2 511 730 | 2 830 359 | 1 887 280 | 2 606 852 | 3 407 936 | 3 702 896 |

## Service des voyageurs

### Accueil

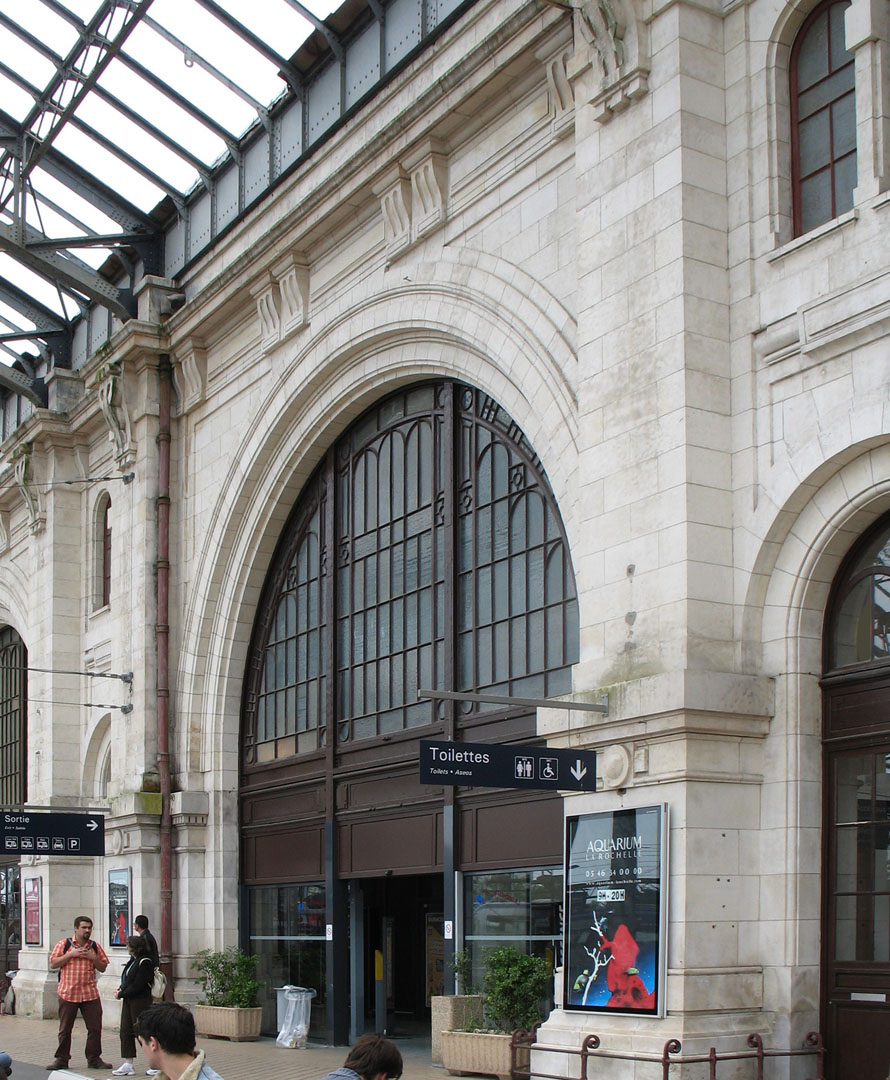
Entrée du bâtiment voyageurs, côté quais.

Gare SNCF, elle dispose d'un bâtiment voyageurs, avec guichets, ouvert tous les jours. Elle est équipée d'automates pour l'achat des titres de transport. C'est une gare « Accès Plus » disposant d'aménagements pour l'accessibilité des personnes à mobilité réduite.

### Desserte

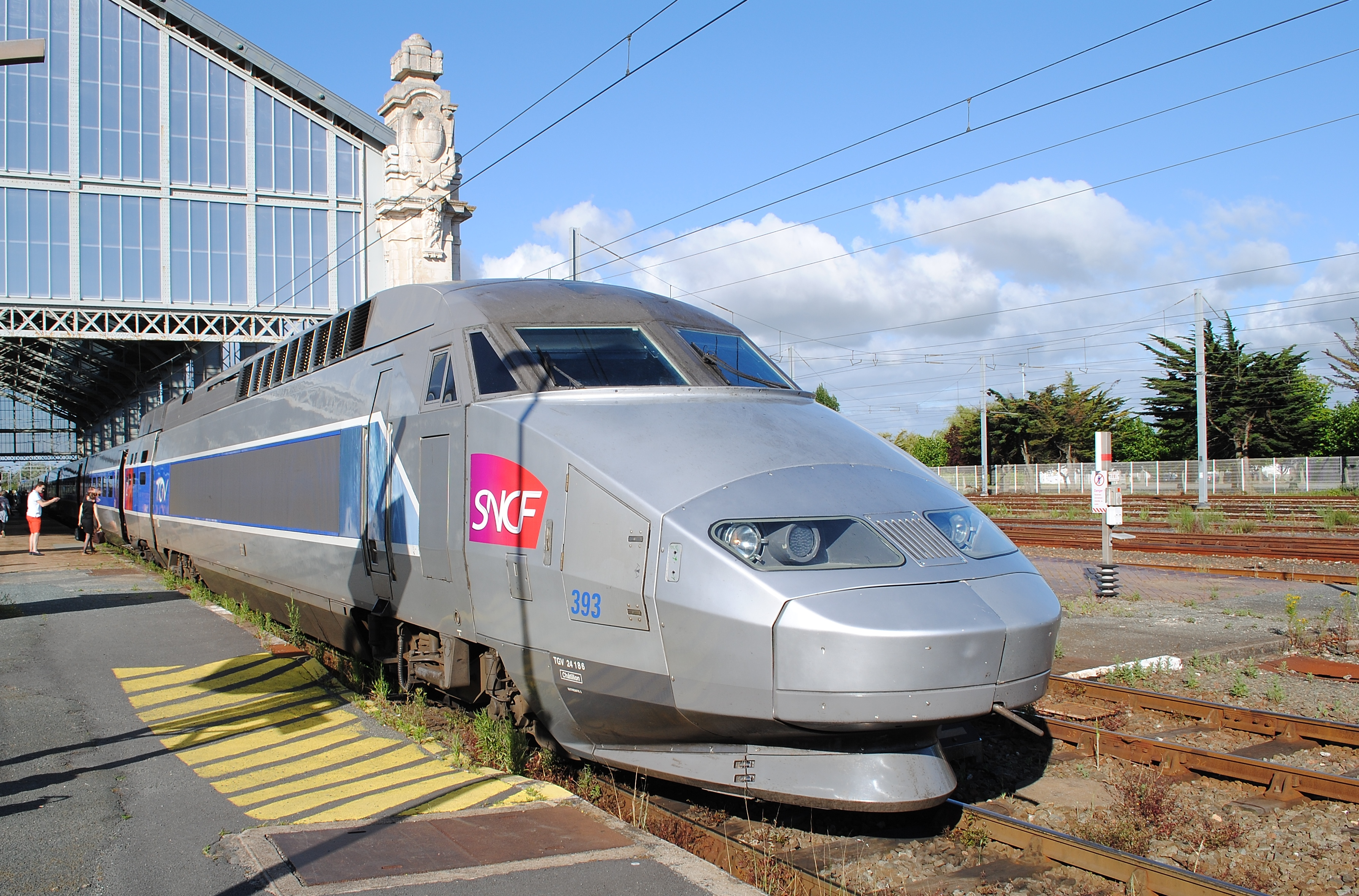
Rame TGV Atlantique prête au départ, en 2013.

#### TGV
La Rochelle est la gare origine et terminus des TGV (marques TGV inOui et Ouigo), en provenance et à destination de Paris-Montparnasse. Pour ce qui est du Ouigo l'aller-retour est permanent du vendredi au lundi toute l'année et quotidien pendant les vacances d'été.

#### Intercités
La gare est desservie également par le passage de quatre allers-retours quotidiens de trains Intercités, circulant entre Bordeaux-Saint-Jean et Nantes. Ce train est assuré en automoteur Coradia Liner.

#### TER
La gare est desservie par des trains du réseau TER Nouvelle-Aquitaine, effectuant en Aller/Retour les relations suivantes :
- La Rochelle - Rochefort - Saintes - Bordeaux-Saint-Jean, en traction Diesel (ligne 15)[20] ;
- La Rochelle - Rochefort - Saintes - Angoulême, en traction Diesel (ligne 15 et 15U)[20],[21] ;
- La Rochelle - Rochefort, en autorail Diesel cadencé (ligne 15U)[21] ;
- La Rochelle - Niort - Poitiers en automotrice[22].

En semaine, la gare est quotidiennement desservie par un aller-retour TER Pays de la Loire La Rochelle - Nantes. Cet aller-retour est assuré par une automotrice soit diesel soit bi-mode.

## Service des marchandises
Cette gare est ouverte au service du fret (train massif, desserte d'installations terminales embranchées et wagons isolés pour certains clients).